# Étienne Bobillier
Étienne Bobillier (17 de abril de 1798 – 22 de marzo de 1840) fue un matemático francés, con trabajos en geometría de superficies.

## Semblanza
Nació en Lons-le-Saunier, Francia. A la edad de 19 años fue aceptado en la École Polytechnique y allí estudió durante un año. Aun así, debido a su escasez de recursos, en 1818 empezó a trabajar como profesor de matemáticas en la École des Arts et Métiers en Châlons-sur-Marne. En 1829, fue enviado a Angers para ser director de estudios. Al año siguiente sirvió en la guardia nacional durante la revolución de 1830. En 1832 regresó a Châlons, después de que su antiguo puesto fuese abolido, y fuese promovido a profesor.
En 1836 comenzó a sufrir problemas de salud, pero continuó dedicado a la enseñanza; cada vez con períodos de recuperación más largos. Falleció en Châlons a la edad relativamente temprana de 41 años.
Su trabajo más notable está centrado en la geometría, particularmente en el tratamiento algebraico de superficies geométricas y en las polares de curvas. También trabajó en estática y en la catenaria.

## Reconocimientos
- El cráter lunar Bobillier lleva este nombre en su memoria.[2]